# Chapelle des Princes

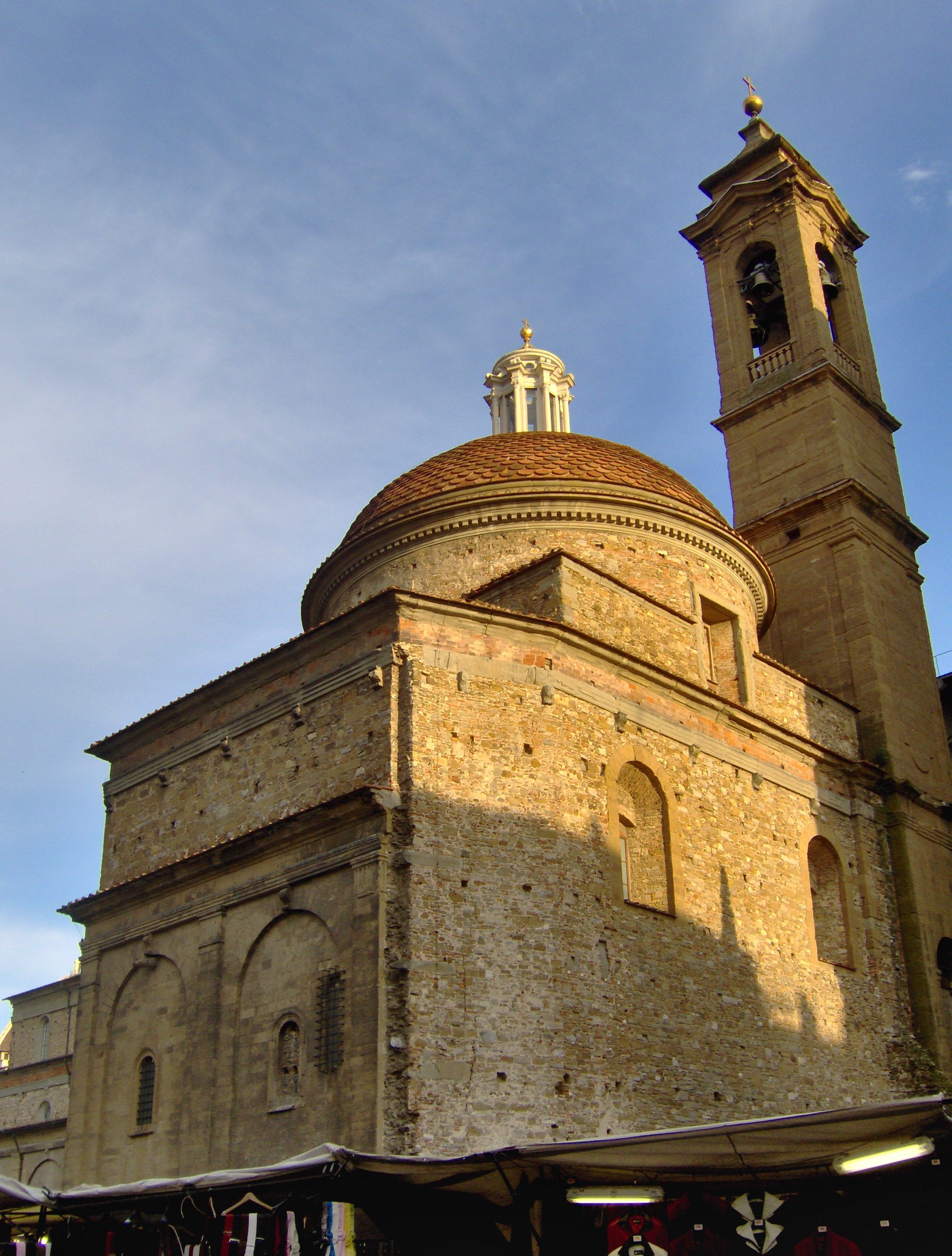
La Nouvelle Sacristie de San Lorenzo

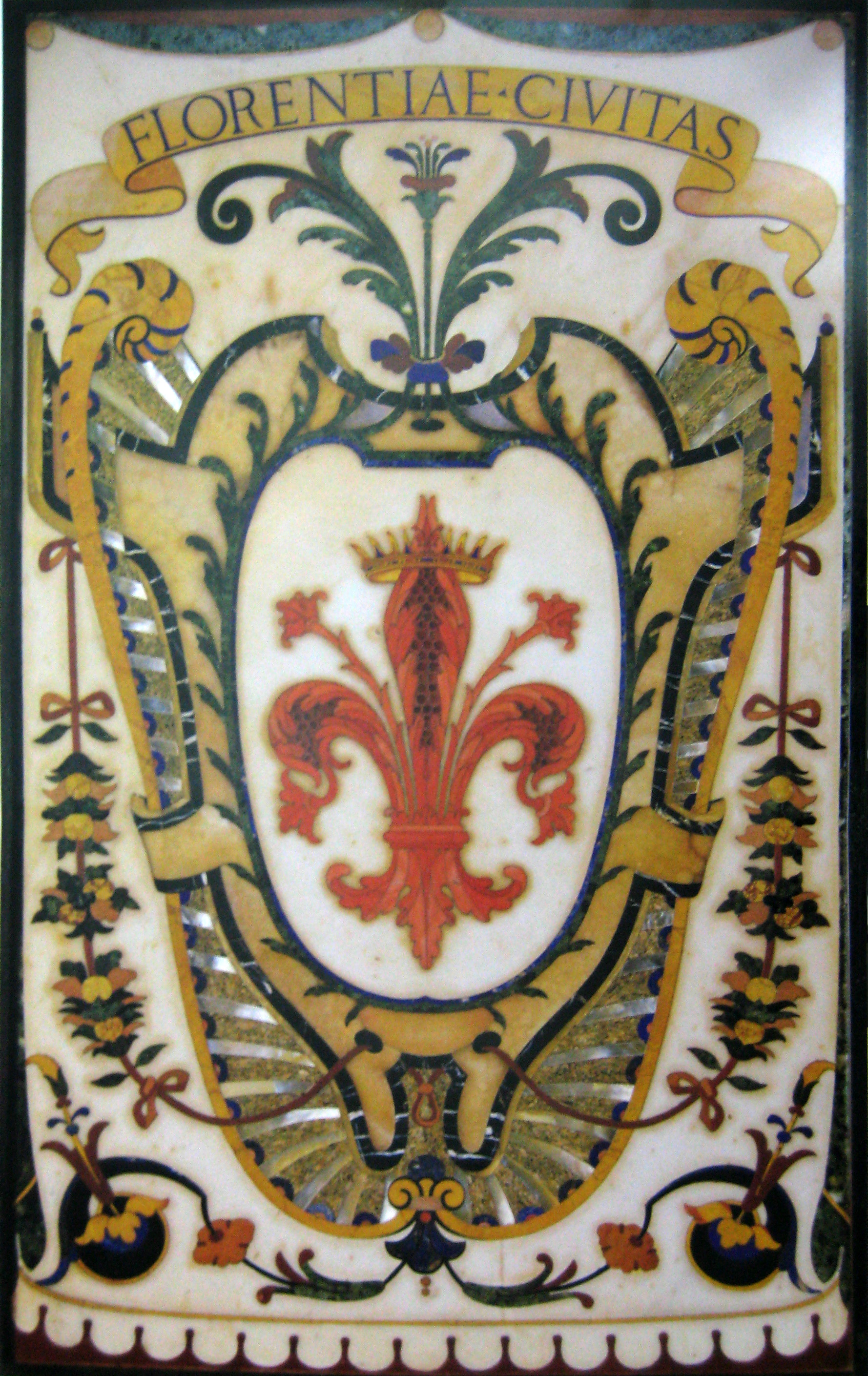
Mosaïque du blason de Florence

La chapelle des Princes (cappella dei Principi) est la chapelle privée de la famille Médicis située dans la basilique San Lorenzo de Florence et accessible  par son chevet sur la piazza Madonna degli Aldobrandini.
Elle est située au premier étage (commandée en 1568, commencée en 1605, finie en 1929) elle comporte six sarcophages surmontés des statues  des grands-ducs en bronze doré de Pietro Tacca et de son fils Ferdinando Tacca et ses « mosaïques florentines », marqueteries de marbre de l'Opificio delle pietre dure, atelier-manufacture créé pour ces réalisations en 1588.

## Description
La chapelle des Princes est un édifice de forme intérieure octogonale de 28 mètres de large surmontée d'une coupole de 59 mètres de haut. Placée dans le chevet de la basilique, elle est située dans le même axe que la nef au-delà  du chœur auquel elle fournit l'équivalent d'une absidiole.
Son entrée se fait par l'extérieur depuis la Piazza Madonna degli Aldobrandini, par la petite crypte voûtée planifiée par Bernardo Buontalenti.
La chapelle des Princes, souhaitée par Cosme Ier a été mise en œuvre par Ferdinand Ier de Médicis d'après un projet de Matteo Nigetti, d'après quelques croquis présentés à un concours informel en 1602 par Don Giovanni de Medicis, fils illégitime de Cosme Ier, Grand-duc de Toscane, qui ont été modifiés lors de l'exécution par Buontalenti.
L'Opificio delle pietre dure a réalisé le revêtement de marbres incrustés, de marbres polychromes et de pierres semi-précieuses, jaspes, porphyre, albâtre, lapis-lazuli, coraux et bronze doré (provenant de toute l'Europe) formant les dessins du revêtement qui couvre entièrement les murs. Les six grands sarcophages de granites égyptien, gris oriental, violet de Flandre et corallien d’Espagne, décorés de jaspe vert de Corse, sont vides car  les restes des Médicis (40 neveux et nièces, cousins et cousins) sont inhumés dans la crypte inférieure.
Dans les seize compartiments du « dado » se trouvent les blasons des villes de Toscane sous le contrôle des Médicis.
Dans les niches  des portraits des Médicis, deux (Ferdinand Ier et Cosme II), ont été exécutés par Pietro Tacca (1626 –1642).